# Postmodernisme (architecture)
Pour les articles homonymes, voir Post-modernisme (homonymie).
 (janvier 2019).
Si vous disposez d'ouvrages ou d'articles de référence ou si vous connaissez des sites web de qualité traitant du thème abordé ici, merci de compléter l'article en donnant les références utiles à sa vérifiabilité et en les liant à la section « Notes et références ».
Le postmodernisme, après avoir été un mouvement artistique lancé par Charles Jencks ou Christopher Alexander, est devenu un mouvement architectural dont l'influence est encore très présente de nos jours.

## Histoire
Le postmodernisme a émergé aux États-Unis et en Europe à la fin des années 1970, puis il a gagné le reste du monde, et restera jusqu'à nos jours le style dominant dans les villes de jeux ou de loisirs (Las Vegas, Dubaï, ou le quartier Val d'Europe près du Disneyland de Paris). Pour échapper à la situation pesante et trop sérieuse des principes officiels de l'idéologie du modernisme, les architectes postmodernistes ont cherché à rétablir une connivence avec le public, empruntant volontairement des voies humoristiques ou les ressorts du jeu d'esprit. Cet élan vers le public s’est aussi exprimé par une surabondance de références aux clichés populaires sur les styles architecturaux anciens, de préférence ceux-là mêmes qui étaient bannis par l'architecture moderne.
Le postmodernisme en architecture ne doit pas être confondu avec l'architecture postmoderne ou déconstructiviste, dont les auteurs, comme Rem Koolhaas, revendiquent et assument les caractéristiques de la postmodernité.

## Définition
Le postmodernisme en architecture est généralement caractérisé, au premier abord, par le retour de l’ornement, de la composition hiérarchisée, des asymétries, et de références aux ordres d'architecture, en réponse au dénudement formel standardisé du Style international moderniste.
Alors que les architectes modernes s'étaient inspirés des formes d'architecture conçues sans architecte par des ingénieurs (usines, silos à grain, paquebots), les architectes postmodernes ont pris pour modèle de l'« architecture sans ingénieurs » : des villas hollywoodiennes ou populaires, des agencements commerciaux et des villes de loisirs de l'après-guerre. Ensuite, les architectes modernes de style postmoderne ont dégagé les traits les plus typiques du postmodernisme qu'ils ont transposés ou plaqués sur des projets modernistes pour en faire un nouveau style international.
À partir des années 1950, on observe que les formes et les espaces fonctionnalistes et formalistes du Mouvement moderne vont progressivement se diversifier et donner naissance à des tendances des esthétiques diverses : le brutalisme, l'architecture organique, le high-tech, et ceci de façon décomplexée : les styles s’entrechoquent, on adopte certaines formes pour elles-mêmes, des approches nouvelles quant à la façon de voir des styles ou les espaces familiers se multiplient. Cet éclectisme est souvent combiné avec l’emploi d’angles non-orthogonaux, de surfaces gauches, comme la Neue Staatsgalerie à Stuttgart de James Stirling ou la Piazza d’Italia de Charles Willard Moore.
Mais à la fin des années soixante-dix, le postmodernisme introduit une rupture radicale, par rapport à ces évolutions du style international, dans la mesure où il s'oppose aux dogmes du mouvement moderne, à savoir le fonctionnalisme utilitaire ou constructif, et le refus des traditions culturelles. Dans la mesure où il cesse d'accorder une valeur esthétique aux questions de technique et de construction, où il récuse les cultures vernaculaires ou archaïques comme source d'inspiration, et surtout dans la mesure où il cesse de croire à la possibilité d'une libération par le progrès et la modernisation, et accepte de se renchaîner dans les traditions classiques qu'il redécouvre, et avec lesquelles il veut jouer.
L'absorption du postmodernisme, considéré comme une simple évolution du style international, peut être illustrée par le Portland Building (en)  à Portland dans l’Oregon et surtout l'AT&T Building de Philip Johnson à New York (actuellement Sony Tower), qui empruntent des éléments et les références venant du passé et réintroduisent la couleur ou le symbolisme, dans une architecture qui conserve tous les canons de l'architecture moderne : décontextualisation écologique, urbaine et historique, tramage uniforme, assemblage de composants standards, murs rideaux, toits-terrasses, orthogonalité, haute technologie, absence de hiérarchie et de symétrie dans la distribution et la composition, etc.
On a aussi décrit l’architecture postmoderne comme étant « néo-éclectique », avec des références et des ornementations ayant réinvesti la façade, remplaçant en cela l’agressive nudité moderne.
Si les architectes postmodernes considèrent souvent les espaces modernes comme fades et sans âme, les architectes modernes considéreront d'emblée les bâtiments postmodernes comme vulgaires et surchargés. Ces opinions divergentes trahissent en fait des finalités différentes : le modernisme ne cherche pas directement la beauté, il cherche ce qu'il appelle la vérité dans l'utilité stricte et dans une intégrité constructive des matériaux, bannissant selon sa logique l’ornementation comme scorie du passé, comme attache passéiste donc inutile, aboutissant à un style minimaliste qu'il considère comme plus authentique, plus libre, plus jeune ; mais le postmodernisme va rejeter toutes les règles édictées par les premiers papes modernes, et surtout il va se méfier du puritanisme du progrès et de la nouveauté ; c'est en cela qu'il accompagne un mouvement des idées plus large, à la fois philosophique et politique.
L'architecte postmoderniste va renouer avec le « Mouvement arts and crafts », rechercher la joie de l’exubérance dans les figures et les motifs repris dans diverses époques et juxtaposés, la profusion, l'exagération, la retenue ou le changement d'échelle constituant la surprise, soit une certaine façon de rhétorique visuelle. Il emploie les éléments empruntés aux styles traditionnels dans une logique du collage : alors que la décoration au XIXe siècle résultait encore de la logique constructive et d'un travail, notamment de sculpture, sur les matériaux, elle est appliquée ici comme un signe surajouté : c'est la logique du « hangar décoré » définie par Robert Venturi dans « Learning from Las Vegas ».

## Critique du fonctionnalisme
Le postmodernisme part de la perception qu’il a d’un échec du mouvement moderne. Les préoccupations de ce dernier quant au fonctionnalisme (technique, économique et philosophico-moral) avaient conduit le Mouvement moderne à penser l’ornement comme élément à bannir : ainsi donc tous les bâtiments devaient être habillés de la froide apparence rationnelle. Le Postmodernisme pensait au contraire que ces bâtiments échouaient dans leur quête de satisfaire les besoins humains de confort et de beauté pour le corps et les yeux. Le Modernisme n’a pas satisfait le désir de beauté sensible ou académique. Le problème s’est accru lorsque des bâtiments déjà monotones se sont transformés en taudis. Le Postmodernisme pensa résoudre le problème en réintroduisant l’ornementation et le décor pour « réenchanter » ces quartiers. La forme architecturale ne fut plus définie uniquement par ses nécessités fonctionnelles, elle put (enfin) redevenir ce que l’architecte postmoderniste trouvait agréable qu’elle soit dans l'utilisation d'un vocabulaire d'apparat donnant bonne tournure associée au vocabulaire de construction.

## Correspondances entre les styles précédents
Les nouvelles tendances deviennent évidentes dans le dernier quart du XXe siècle quand quelques architectes se détournèrent du fonctionnalisme moderne qu’ils considérèrent comme ennuyeux, rejoignant la plus grande partie du public d'ailleurs. Ces architectes se tournèrent alors vers le passé. Ils firent des citations de parties de bâtiments anciens et les mélangèrent pour créer une nouvelle manière de composer les bâtiments. Le plus saisissant dans cette nouvelle approche fut que le Postmodernisme vit le retour des colonnes et des éléments du vocabulaire pré-Moderne, autrement dit baroque, mais aussi de traditions savantes exotiques. Elles adaptent aussi, sans bien les connaître, des modèles de l'antiquité, de la Grèce et de la Rome classiques, mais pas purement et simplement comme ce qui avait été fait avec l’architecture néoclassique : les œuvres les plus singulières d'Étienne-Louis Boullée et de Ledoux sont redécouvertes et rééditées à cette époque.
Dans le Modernisme, les piliers en tant qu’éléments architecturaux de support de charge avaient été remplacés par les concepts techniques de reprise des charges dans un système qui ne distingue plus la structure et l'enveloppe, ne cherchant plus à mettre en scène la stabilité, mais des porte-à-faux. Le retour en grâce des piliers a été un choix esthétique plutôt qu’une nécessité technique, la réintroduction d'un rythme et d'un module dans l'esprit des pilastres. Les immeubles de grande hauteur modernes étaient devenus le plus souvent des monolithes, rejetant le concept d’empilement hétérogène d’éléments différents au profit d’un vocabulaire unitaire, du rez-de-chaussée jusqu’au dernier étage. Et parfois, dans les cas extrêmes, cette structure utilisa une section de base reproduite à l’identique d’étage en étage (sans effet d’effilement ni de degrés), donnant à voir que le bâtiment procédait de la seule extrusion, directement depuis le sol, d’un profilé posé là, impression renforcée par l’élimination de tout élément horizontal visible — c’était le cas du World Trade Center de Minoru Yamasaki.
Un autre retour fut celui de l’esprit, véhiculé par l’ornement et la référence qui étaient à l’œuvre dans les bâtiments des Beaux-Arts et Art déco, avec des façades décorées en céramique et des ornementations en bronze et acier inoxydable. Dans les structures postmodernes, cela se résume souvent par le côtoiement de références contradictoires de styles empruntées à des bâtiments plus anciens, et aussi à des références à du style de mobilier classique en bois, mais hors échelle et traité en matière plastique peinte ou en panneaux inox. Étonnamment ces bâtiments arrivent dans la plupart des cas à avoir un intérêt esthétique, par exemple par un effet de contraste avec ceux qui les entourent. Cependant, comme avec toute nouveauté stylistique, cela prit un certain temps avant d’être accepté par la majorité du public.
Le contextualisme, une façon de penser de la fin du XXe siècle, influença l’idéologie du mouvement postmoderne en général. Le contextualisme était centré sur l’idée que toute connaissance dépend du contexte. Cette idée fut poussée jusqu’à dire que rien ne peut être compris en dehors de son contexte. Ceci influença le Postmodernisme qui devint attentif au contexte et s’efforça de faire interagir ses constructions avec lui. Néanmoins, on peut noter une divergence assez nette et très rapide, dès les années 80, entre le Contextualisme européen qui s'attacha à une redécouverte des espaces urbains européens et s'opposa aux idées de la Charte d'Athènes, et le Postmodernisme à l'exubérance décorative à l'américaine, extrêmement éclectique, se développant avec plus de fantaisie dans un pays sans la profondeur historique européenne, et restant de ce fait le plus souvent totalement indifférente au contexte.

## Architectes notables
Quelques-uns des architectes post-moderne les plus connus :
- Aldo Rossi
- Barbara Bielecka
- Ricardo Bofill
- Manuel Núñez Yanowsky
- John Burgee
- Terry Farrell
- Michael Graves
- Helmut Jahn
- Jon Jerde
- Philip Johnson
- Ricardo Legorreta
- Frank Gehry
- Charles Moore
- Boris Podrecca
- César Pelli
- Paolo Portoghesi
- Siavash Teimouri
- Antoine Predock
- Tomás Taveira
- Robert A.M. Stern
- James Stirling
- Robert Venturi
- Peter Eisenman
- Mario Botta
- Arata Isozaki
- John Portman

### Exemples
- Manolo Nunez, Les Arènes de Picasso, à Noisy-le-Grand.
- Philippe Panerai, Tribunal administratif de Versailles.
- Mario Botta, la Maison ronde, et la partie de son œuvre de composition classique.
- James Wines, Notch project, pour le supermarché à Sacramento de la chaîne Best Products, 1977.
- James Stirling, Michael Wilford et associés, la Neue Staatsgalerie à Stuttgart, 1979.
- Michael Graves, le Public Service Building (Portland (Oregon), 1980, le San Juan Capistrano public library 1981, etc.
- Ricardo Bofill, quartier Antigone à Montpellier et les Espaces d'Abraxas à Noisy-le-Grand.
- Aldo Rossi, le Teatro del Mondo, théâtre flottant pour la biennale, 1981, Venise.
- Charles Moore, Piazza d'Italia, 1976-1978, Nouvelle-Orléans
- Hammond and Beeby, Harold Washington Library, 1991, Chicago.